# Passeport christophien
 (janvier 2022).
Si vous disposez d'ouvrages ou d'articles de référence ou si vous connaissez des sites web de qualité traitant du thème abordé ici, merci de compléter l'article en donnant les références utiles à sa vérifiabilité et en les liant à la section « Notes et références ».

Saint-Christophe-et-Niévès aux Caraïbes.

Le passeport christophien est un document de voyage international délivré aux ressortissants de Saint-Christophe-et-Niévès, et qui peut aussi servir de preuve de la citoyenneté christophienne. 